# Lisa Klein
Lisa Klein (Saarbrücken, 15 de julho de 1996) é uma ciclista alemã que compete na modalidade de pista. Ganhou uma medalha de bronze no Campeonato Mundial de Ciclismo em Pista de 2019, na prova de perseguição individual.
Ao lado de Franziska Brauße, Lisa Brennauer, e Mieke Kröger, conquistou o ouro na perseguição por equipes em Tóquio 2020, estabelecendo o recorde mundial de quatro minutos, quatro segundos e 242 milésimos.

## Medalhas de competições internacionais
| Campeonato Mundial | Campeonato Mundial | Campeonato Mundial | Campeonato Mundial     |
| Ano                | Lugar              | Medalha            | Competição             |
| ------------------ | ------------------ | ------------------ | ---------------------- |
| 2019               | Pruszków (Polônia) | Medalha de bronze  | Perseguição individual |

## Palmarés
2017
- Campeonato da Alemanha em Estrada
- 3.ª no Campeonato Europeu Contrarrelógio sub-23
- 1 etapa do Premondiale Giro Toscana Int. Femminile-Memorial Michela Fanini

2018
- 1 etapa do Festival Elsy Jacobs[3]
- 3.ª no Campeonato da Alemanha Contrarrelógio
- 2.ª no Campeonato Europeu Contrarrelógio sub-23

2019
- Healthy Ageing Tour